# Паризьке кафе (фільм, 1938)
«Паризьке кафе» (фр. Café de Paris) — французький чорно-білий кримінальний фільм-трилер 1938 року, поставлений режисерами Жоржем Лакомбом та Івом Мірандом.

## Сюжет
У різдвяний вечір клієнти — посли, депутати, письменники, аферисти, люди величні та сумнівні, великосвітські утриманки, міщани напідпитку тощо — повністю заповнюють «Паризьке кафе», один з найвишуканіших закладів столиці. Опівночі світло в залі гасне. Коли вогні запалюються знову, Ламбера, редактора скандальної газетки, знаходять зарізаним. Багато хто з тих, хто знаходиться в цей час у залі, ненавидить його й могли би бажати йому смерті. Наприклад, його сусіди, торговці зброєю: Ламбер збирався видати їх поліції, проте не зміг залагодити з ними фінансове питання, незважаючи па зацікавлене сприяння маркіза де Переллі. Або ж інший відвідувач, Ле Рек, який, попросивши у Ламбера руки його доньки та отримавши відмову, погрожував йому незадовго до вбивства. Або ж його власна дружина Женев'єва Ламбер, що вечеряла цього вечора інкогніто зі своїм коханцем Луї Флері, який обожнює її вже близько року: соромлячись чоловіка, вона так і не відкрила Флері свого справжнього імені. Коли погасили світло, Женев'єва зникла; за нею був посланий поліцейський, від якого вона й дізналася про вбивство чоловіка.
Бачачи, що головним підозрюваним став Флері, Женев'єва зізнається у вбивстві, щоб його врятувати. Деякий час потому він чинить так само. Але на слідчому експерименті з'ясовується, що через стару фронтову рану він не здатен завдати того смертельного удару, яким був убитий Ламбер. Відвідувачка кафе згадує, що, поки в залі знову не запалили світло, в оркестрі не було чутно піаніста і слідство береться за нього. Піаніст зізнається, що його сестра працювала секретаркою у Ламбера і завагітніла від нього. Вона хотіла розлучитися з Ламбером, але того нещасливого ранку наклала на себе руки. Піаніст хотів помститися за її смерть. Справа закрита. За декілька хвилин до цього підозрювані відвідувачі кафе сварилися між собою. Тепер, немов чарами, сварки вмить припиняються та поступаються місцем звичним люб'язностям.

## У ролях
| • Віра Корен        | … | Женев'єва Ламбер         |
| • Жуль Беррі        | … | Луї Флері                |
| • Сімона Берріо     | … | Одетт                    |
| • Жак Бомер         | … | комісар                  |
| • П'єр Брассер      | … | Ле Рек                   |
| • Жульєн Каретт     | … | журналіст                |
| • Жак Гретійя       | … | Ламбер                   |
| • Андре Роанн       | … | Мованс, шахрай           |
| • Флоранс Марлі     | … | Естель                   |
| • Раймона           | … | пані в умивальнику       |
| • Жанін Гіз         | … | мадемуазель Орійяк       |
| • Марсель Валлі     | … | начальник служби безпеки |
| • Марсель Валле     | … | інспектор                |
| • Моріс Есканд      | … | маркіз де Переллі        |
| • Роже Гайяр        | … | заступник                |
| • Робер Пізані      | … | драматург                |
| • Марсель Симон     | … | директор                 |
| • Александр Ріньйо  | … | Ревійяк                  |
| • Клод Леманн       | … | піаніст                  |
| • Марсель Карпентьє | … | шахрай                   |
| • Жан Коклен        | … | шахрай                   |
| • Філіпп Рішар      | … | друг драматурга          |

## Знімальна група
- Автор сценарію — Жорж Лакомб, Робер Верне, Ів Міранд
- Режисери-постановники — Жорж Лакомб, Ів Міранд
- Продюсер — Арис Ніссотті, П'єр О'Коннелл
- Оператор — Крістіан Матра
- Композитори — Жорж Ван Парі, Арман Бернар
- Монтаж — Марта Понсен
- Художник-постановник — Моріс Шалон, Жак Краусс
- Асистент режисера — Робер Верне

## Про фільм
Французький дослідник кіно Жак Лурселль називає фільм одним «з найблискучіших зразків французького кіно 30-х рр.», який «став першою частиною своєрідної трилогії сатиричних стрічок, куди входять також фільми „За фасадом“ (Derrière la façade) та „Париж―Нью-Йорк“ (Paris — New York), 1940». На думку Лурселля це — «найдосконаліший і класичний фільм у цій трилогії; він побудований на єдності часу, місця і […] костюма (строга вечірня сукня), а також на великому розмаїтті взаємопов'язаних вчинків, що дозволяють кількома рисами описати цілий набір соціальних типів».